# Blak Mama
Blak Mama (a veces escrito como Black Mama) es una película experimental ecuatoriana dirigida por Miguel Alvear y Patricio Andrade y estrenada en 2009. La película narra de forma surrealista la historia de tres recicladores de papeles que deciden ir a rendir tributo a Virgin Wolf, una misteriosa deidad andina, junto a varios personajes fantásticos. Fue estrenada el 6 de marzo de 2009 en Quito. La cinta obtuvo el premio Augusto San Miguel de cine ecuatoriano.

## Sinopsis
Blak, su concubina Bámbola y su amigo I Don Dance; son tres recicladores de papel que viven en la Avenida de los Conquistadores, en Quito. Sus vidas cambian cuando conocen en un sueño a Capi Luna y Ángel Exterminador, dos seres fantásticos que les despiertan el deseo de viajar a la Puerta del Perdón y rendir tributo a Virgin Wolf, una misteriosa deidad andina. Durante el viaje los protagonistas sufren una serie de transformaciones surrealistas, convirtiéndose en versiones ideales de sí mismos y modelados en figuras de la cultura popular. El grupo sigue su viaje, encontrando toda clase de situaciones extrañas, hasta que Capi Luna asesina a Ángel Exterminador; dejando a los recicladores abandonados a su propia suerte.

## Reparto
- Patricio Andrade como Blak.
- Ana María Palys, Amaya Merino, María Belén Moncayo como Bámbola.
- Byron Paredes como I Don Dance.
- José Alvear como Capi Luna.
- Ricardo Centeno como Ángel Exterminador.
- Gabriela Rosero como Virgin Wolf.

## Reconocimientos
La cinta obtuvo el premio Augusto San Miguel de cine ecuatoriano en su edición 2008, en la categoría ficción. También participó en el festival de cine latinoamericano de Sao Paulo, en Brasil, y en el festival de cine latinoamericano de Sídney, en Australia.